# Ванчиковцы
Ванчико́вцы (укр. Ванчиківці) — село в Черновицком районе Черновицкой области Украины. Административный центр Ванчиковецкой сельской общины
Расположено на левом берегу реки Прут. До 2020 года входило в Новоселицкий район
Население по переписи 2001 года составляло 2656 человек. Почтовый индекс — 60351. Телефонный код — 3733. Код КОАТУУ — 7323081201.

## История
В 1946 г. Указом ПВС УССР село Ванчикоуцы переименовано в Ванчиковцы.